# Argos de la Nueva Granada
Argos de la Nueva Granada fue un periódico federalista colombiano de carácter político que circuló desde 1813 a 1816, desempeñó un papel importante en la difusión de ideas independentistas y la promoción de la causa revolucionaria en la actual Colombia durante el período de la lucha por la independencia de España en el siglo XIX. Perteneciente a la imprenta del congreso de la Nueva Granada, dirigido por José Fernando Madrid y Manuel Rodríguez Torices,  este periódico se dedicó a defender las ideas del federalismo, contra las posturas centralistas de la capital, argumentando la necesidad de conformar un sistema económico, judicial y legislativo teniendo en cuenta los intereses individuales de las Provincias de la Nueva Granada.Fue una de las primeras revistas independentistas de América Latina y jugó un papel significativo en la difusión de las ideas liberales y republicanas entre la población.

## Historia
Este período corresponde a la segunda y tercera época del periódico “Argos Americano” editado en Cartagena desde el 17 de septiembre de 1810 y clausurado el 23 de marzo de 1812.  Argos retomó su publicación con una segunda época editada en Tunja a partir del 11 de noviembre de 1813 y terminada el 10 de enero de 1815, con un total de 110 números. La tercera época inicia el 26 de febrero de 1815 con el número 62, esta vez editado en la ciudad de Santafé de Bogotá, finalizando definitivamente el 28 de enero de 1816 con la publicación del número 110.

## Legado
A pesar de su corta existencia, El Argos de la Nueva Granada dejó un legado importante en la historia de Colombia. El periódico se convirtió en un símbolo de la lucha por la independencia y la libertad de expresión en el país debido a los ensayos, artículos y discursos que abogaban por la independencia de Colombia y la creación de una república libre y soberana.

## Directores
- José Fernando Madrid
- Manuel Rodríguez Torices

## Editores
- José María del Castillo Rada[4]